# Harpalus ochropus
Harpalus ochropus är en skalbaggsart som beskrevs av Kirby. Harpalus ochropus ingår i släktet Harpalus och familjen jordlöpare. Inga underarter finns listade i Catalogue of Life.